# Малайска дърдавцова тимелия
Малайските дърдавцови тимелии (Eupetes macrocerus), наричани също малайски храстови червеногръдки, са вид средноголеми птици от разред Врабчоподобни (Passeriformes), единствен представител на род Eupetes и семейство Eupetidae.

## Разпространение и местообитание
Разпространени са в екваториалните гори на Малака, Суматра и Борнео.
Живеят в приземната част на стари гори.

## Описание
Достигат дължина 28 до 30 сантиметра и маса 66 до 72 грама.

## Хранене
Хранят се главно с насекоми.